# Крик
Крик — сильний різкий звук голосу.

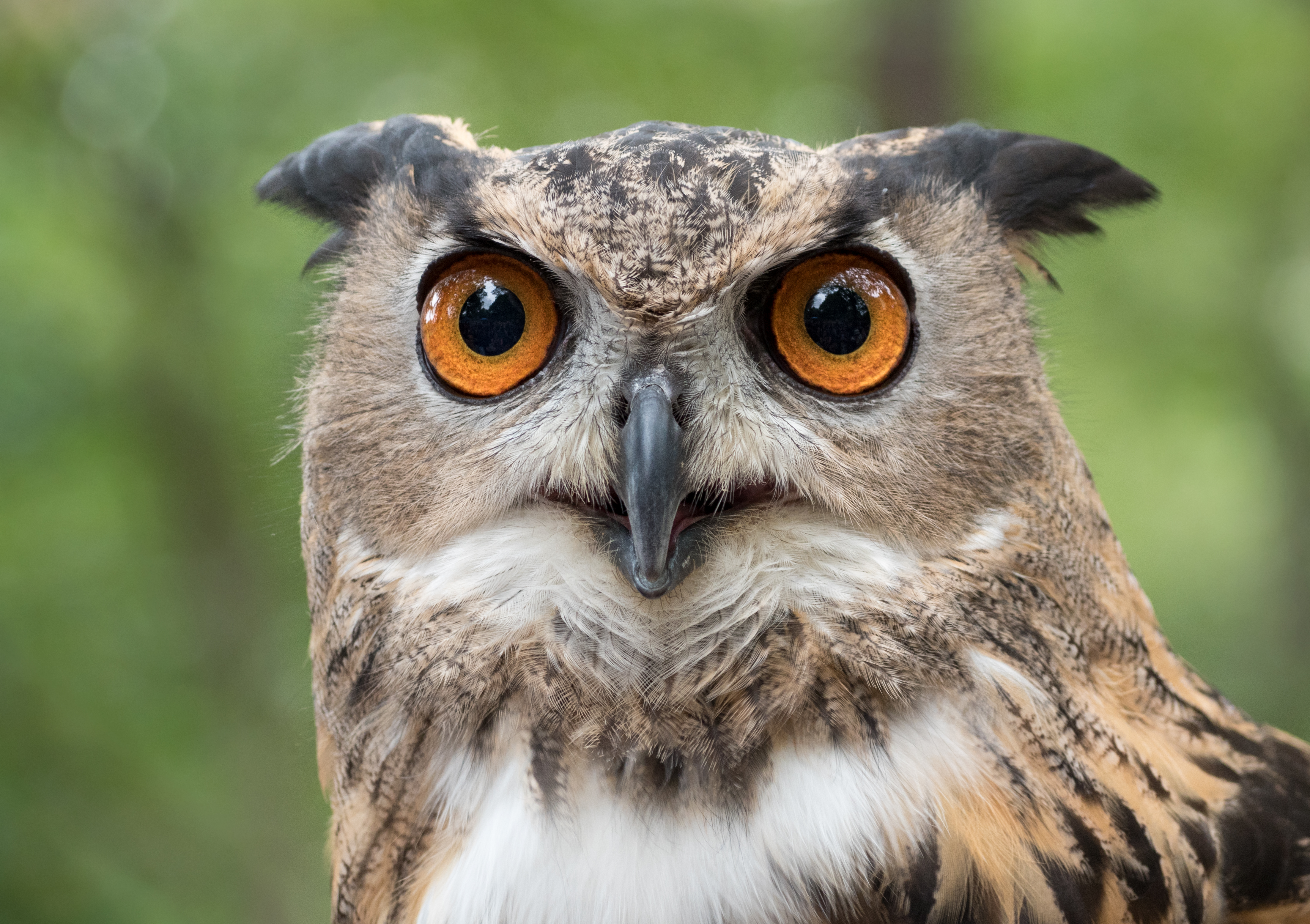
Крик сови у людей викликав почуття страху перед невідомим

У тварин крик крім іншого є однією з важливих форм передачі інформації, тоді як у людей крик є поширеною фізіологічною реакцією організму на стрес і виражає дискомфорт, а також формою вираження емоцій. Основну роль в процесі видання крику грає дихальна система.
Особливу групу фольклорних текстів становлять лексико-фонетичні звуконаслідування:

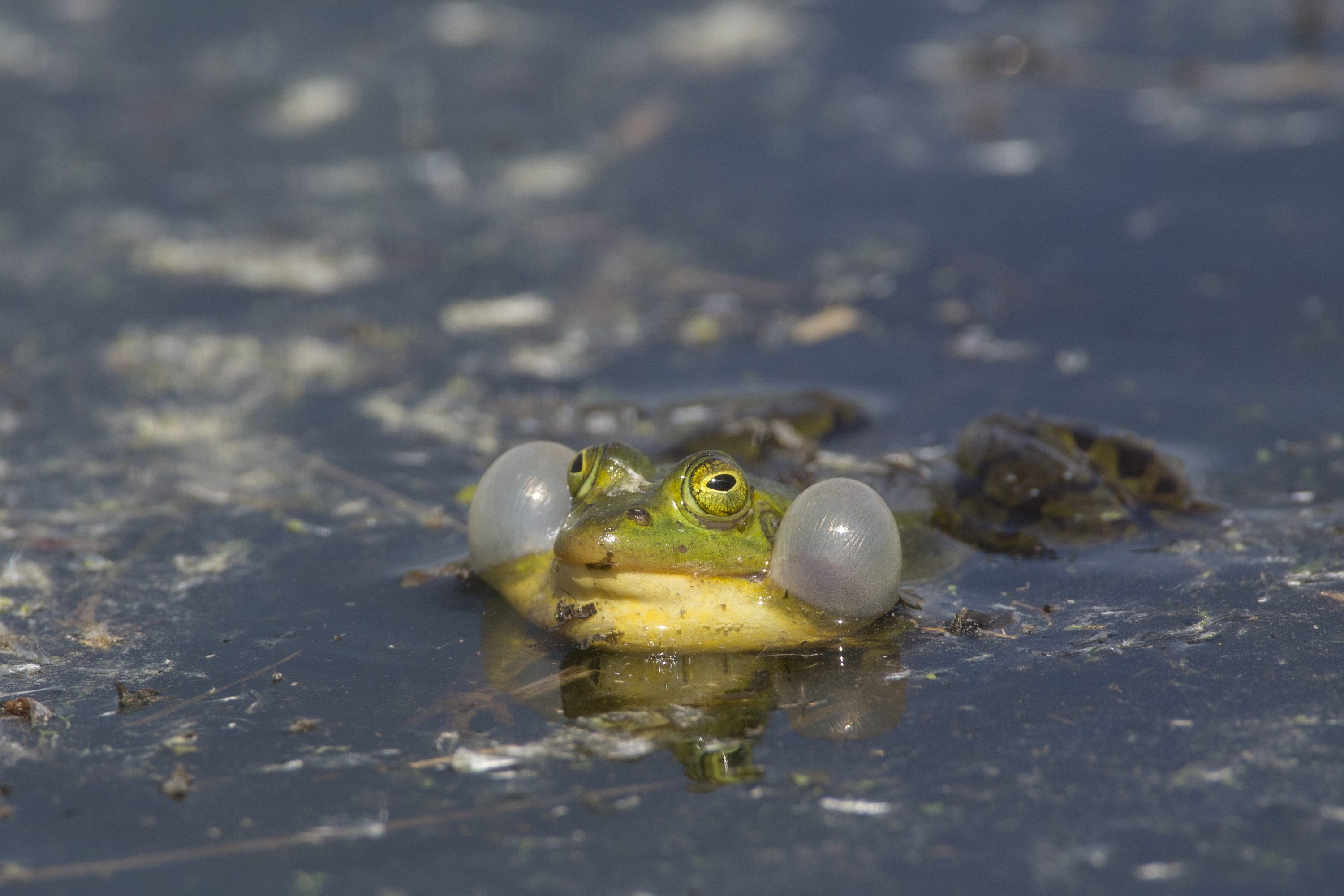
Кумкання жаби викликає насолоду та легку лінь,тому що найчастіше кумкання можна почути у літню пору року

«Пора жати, пора жати!» — кричить перепілка на початку жнив.
«Оце клопоти, оце клопоти», — кудахче квочка.
«Чи довго будуть? чи довго будуть?» — переживає індик.
«Тиждень! тиждень!» — відповідає гусак.
Зі співом жайворонка навесні починали оранку. Крик ведмедя — ознака сівби пшениці.
Крик тварин використовували для ворожіння. Так, за гавканням собаки дівчата ворожили, звідки їм чекати судженого. За куканням зозулі визначали, скільки років жити. Гуцулки, побачивши навесні жабу, називають її панною, на що вона відповідає таким самим компліментом: «Та й ти панна». Якщо ж назвуть жабою, то у відповідь почують: «Ти ше не така жаба!»